# Graduation Ridge
Graduation Ridge är en bergstopp i Antarktis. Den ligger i Östantarktis. Nya Zeeland gör anspråk på området. Toppen på Graduation Ridge är 803 meter över havet.
Terrängen runt Graduation Ridge är varierad.  Trakten är obefolkad. Det finns inga samhällen i närheten. 